# Потоцкий, Анджей (каштелян каменецкий)
Анджей Потоцкий (ок. 1553—1609) — государственный и военный деятель Речи Посполитой, ротмистр королевский, подчаший подольский (1590), староста белокаменский, каштелян каменецкий (с 1607 года). Из рода Потоцких.

## Биография
Представитель знатного польского магнатского рода Потоцких герба «Пилява». Второй сын стражника польного коронного Николая Потоцкого (1517/1520—1572) и Анны Черминьской (1525—1579). Братья — воеводы брацлавские Якуб, Ян и Стефан.
С молодости находился при дворе короля польского и великого князя литовского Сигизмунда II Августа. Его четверо братьев были связаны с Подолией, где занимали звания каштелянов каменецких, генералов Подольской земли и менее важные должности. Как ротмистр, Анджей Потоцкий вместе с братьями участвовал в битвах с румынами, молдаванами и турками. В 1595 году принимал участие в походе польской армии на Молдавию, где 12 декабря того же года участвовал в битве под Сучавой. До 1599 года владел частью Золотого Потока.
Во время восстания (рокоша) под предводительством Николая Зебжидовского Анджей Потоцкий сохранил верность польскому королю Сигизмунду III Вазе. 5 июля 1607 года вместе с братьями участвовал в разгроме армии рокошан в битве под Гузовом. В сражении Анджей Потоцкий был тяжело ранен, его едва нашли живым среди многочисленных тел убитых.
Был избран послом на сеймы в 1589 и 1607 годах. В 1607 году за заслуги перед родиной получил должность каштеляна каменецкого и разрешение на основание городов в собственных владениях.

## Семья
Был дважды женат. Первым браком женился на Софии Пясецкой, дочери Флориана Пясецкого. Дети:
- Николай Потоцкий (ум. 1613), дворянин и ротмистр королевский
- Станислав Потоцкий (ок. 1579—1667), воевода брацлавский, подольский, киевский и краковский, гетман польный коронный и гетман великий коронный
- Ежи Потоцкий (ум. после 1615), полковник королевский
- Якуб Потоцкий (ум. после 1657), подчаший подольский
- Анна Потоцкая (ок. 1593—1623), 1-й муж воевода русский Станислав Гольский, 2-й муж с 1612 года князь Константин Заславский (ум. 1615)
- Криштина Потоцкая, 1-й муж каштелян каменецкий Александр Хумецкий, 2-й муж Самуил Замеховский

Вторым браком был женат на Катаржине Бучацкой-Творовской (ум. после 1627), дочери старосты барского и подкомория каменецкого Николая Бучацкого-Творовского (ум. 1595) и Анны Магдалены Радзивилл (1553—1590). Дети:
- Кшиштоф Потоцкий (1600—1675), чашник, подстолий, стольник, кравчий и подчаший великий литовский
- Ян Теодорих Потоцкий (1608—1664), подкоморий галицкий